# Woiwodschaft Podlachien
Die Woiwodschaft Podlachien (polnisch województwo podlaskie) ist eine der 16 Woiwodschaften, die die Republik Polen gliedern. Sie umfasst den nordöstlichen Teil Polens und grenzt im Nordosten an Litauen sowie im Osten an Belarus. Historische Landschaften innerhalb der Woiwodschaft sind das namensgebende Podlachien sowie die Suwalszczyzna und kleinere Teile Masowiens (im Nordwesten) und Polesiens (im Süden). Bekannt ist die Woiwodschaft Podlachien für eines der letzten verbliebenen Urwaldgebiete Europas, den Białowieża-Urwald.
In der Hauptstadt Białystok lebt mit knapp 300.000 Einwohnern gut ein Viertel der Bevölkerung der Woiwodschaft. Podlachien ist ansonsten die am dünnsten besiedelte Region Polens.

## Geschichte
Im Zuge der Verwaltungsreform entstand 1999 die heutige Woiwodschaft Podlachien. Auf deren Territorium befanden sich zuvor die Woiwodschaft Białystok sowie große Teile der ehemaligen Woiwodschaften Łomża und Suwałki.

## Verwaltungsgliederung
Die Woiwodschaft Podlachien wird in 14 Landkreise und drei Stadtkreise unterteilt. Den nach ihnen benannten Landkreisen gehören die Städte Białystok, Suwałki und Łomża selbst nicht an.

### Kreisfreie Städte
- Białystok 296.958; 102 km²
- Suwałki 69.639; 65 km²
- Łomża 62.573; 33 km²

### Landkreise
- Augustów 57.651; 1.659 km²
- Białystok 150.845; 2.976 km²
- Bielsk Podlaski 53.695; 1.385 km²
- Grajewo 46.792; 968 km²
- Hajnówka 41.991; 1.624 km²
- Kolno 37.887; 940 km²
- Łomża 50.819; 1.355 km²
- Mońki 40.070; 1.382 km²
- Sejny 19.689; 855 km²
- Siemiatycze 43.618; 1.459 km²
- Sokółka 65.883; 2.055 km²
- Suwałki 35.577; 1.307 km²
- Wysokie Mazowieckie 56.408; 1.289 km²
- Zambrów 43.191; 733 km²

(Einwohner und Fläche am 31. Dezember 2020)
| Landkreise        | Größte             | Kleinste          |
| ----------------- | ------------------ | ----------------- |
| flächenmäßig      | Powiat Białostocki | Powiat Zambrowski |
| bevölkerungsmäßig | Powiat Białostocki | Powiat Sejneński  |

## Geographie

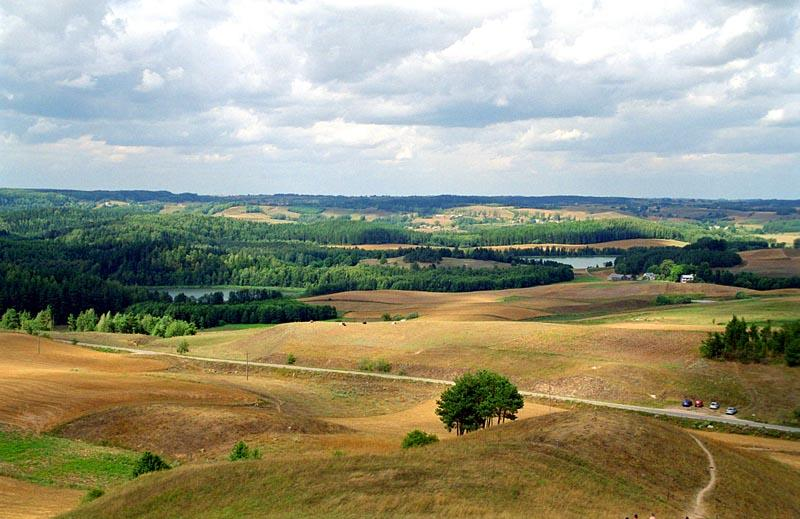
Landschaft in der Suwałki-Seenplatte

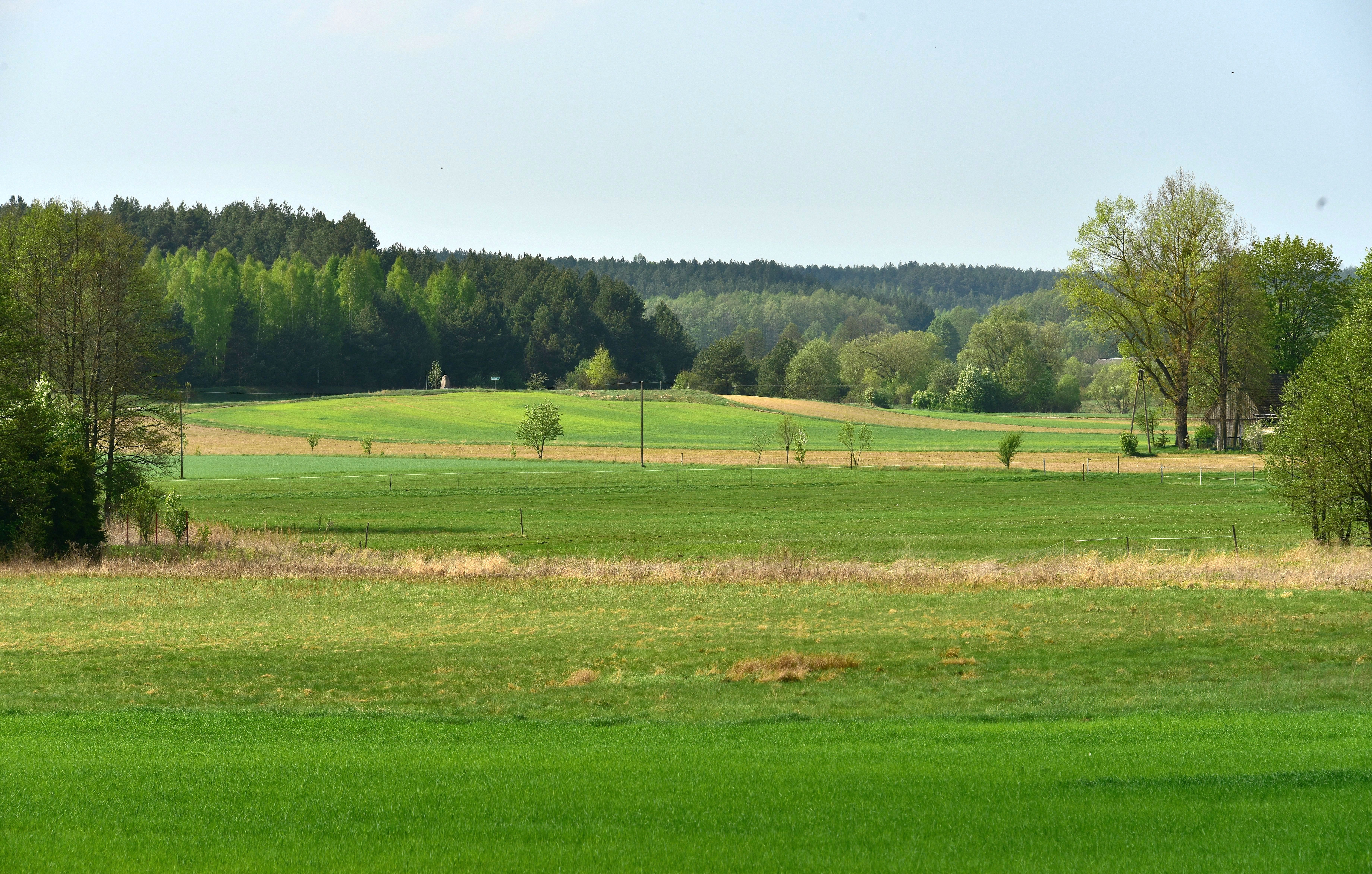
Landschaft bei Sokółka

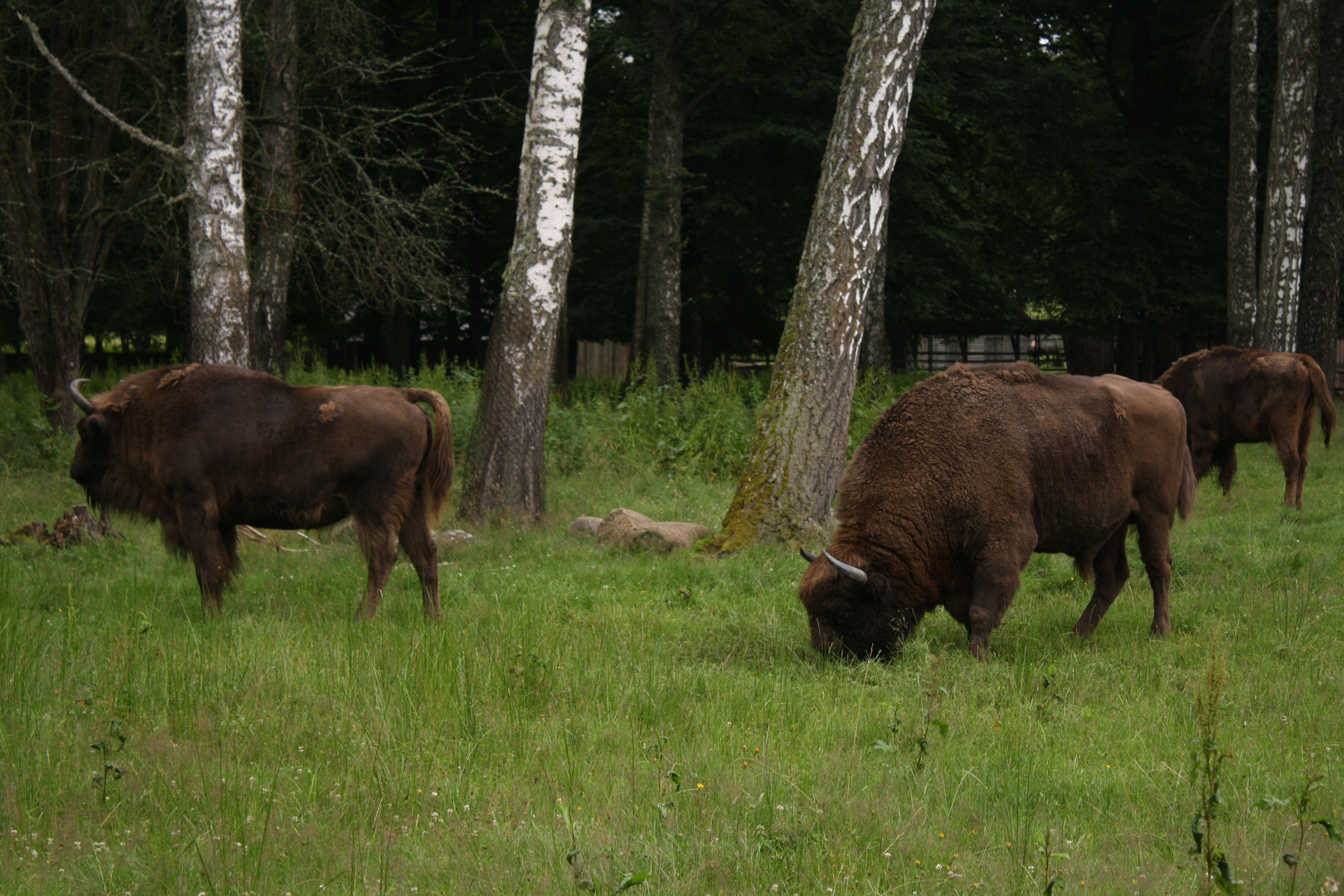
Wisente im Białowieża-Nationalpark

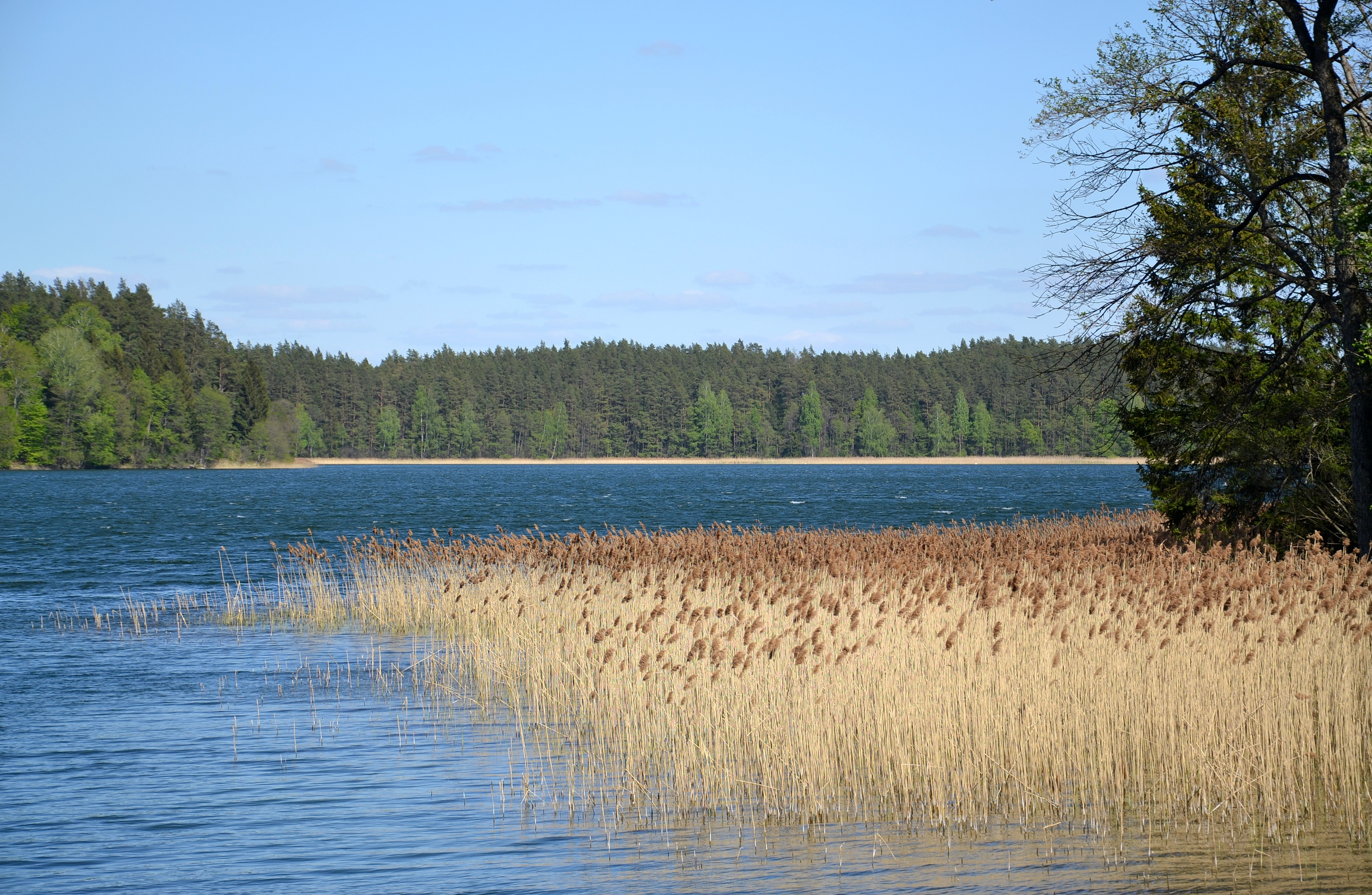
Wigry-See

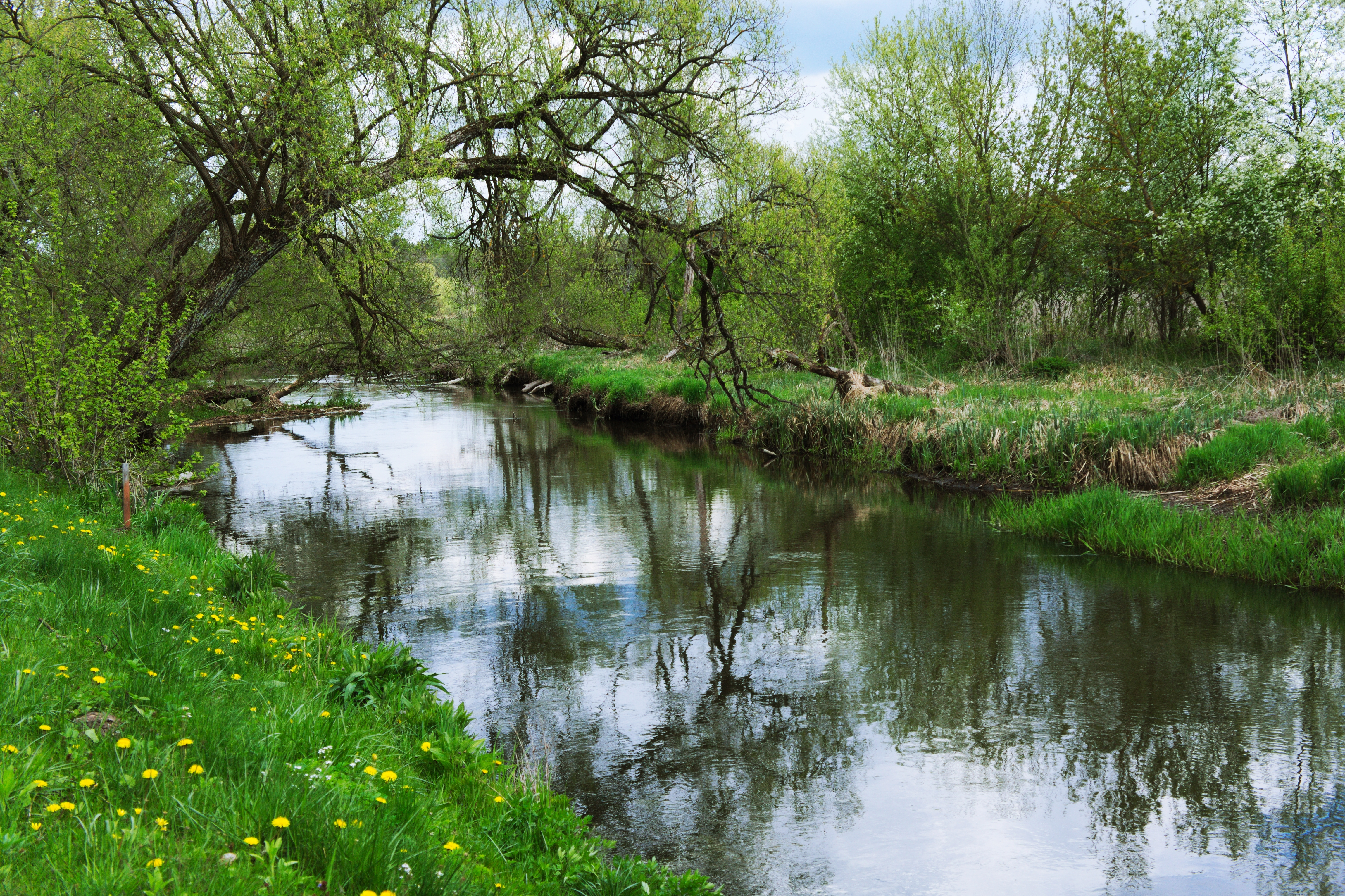
Der Fluss Supraśl in der Knyszyn-Heide

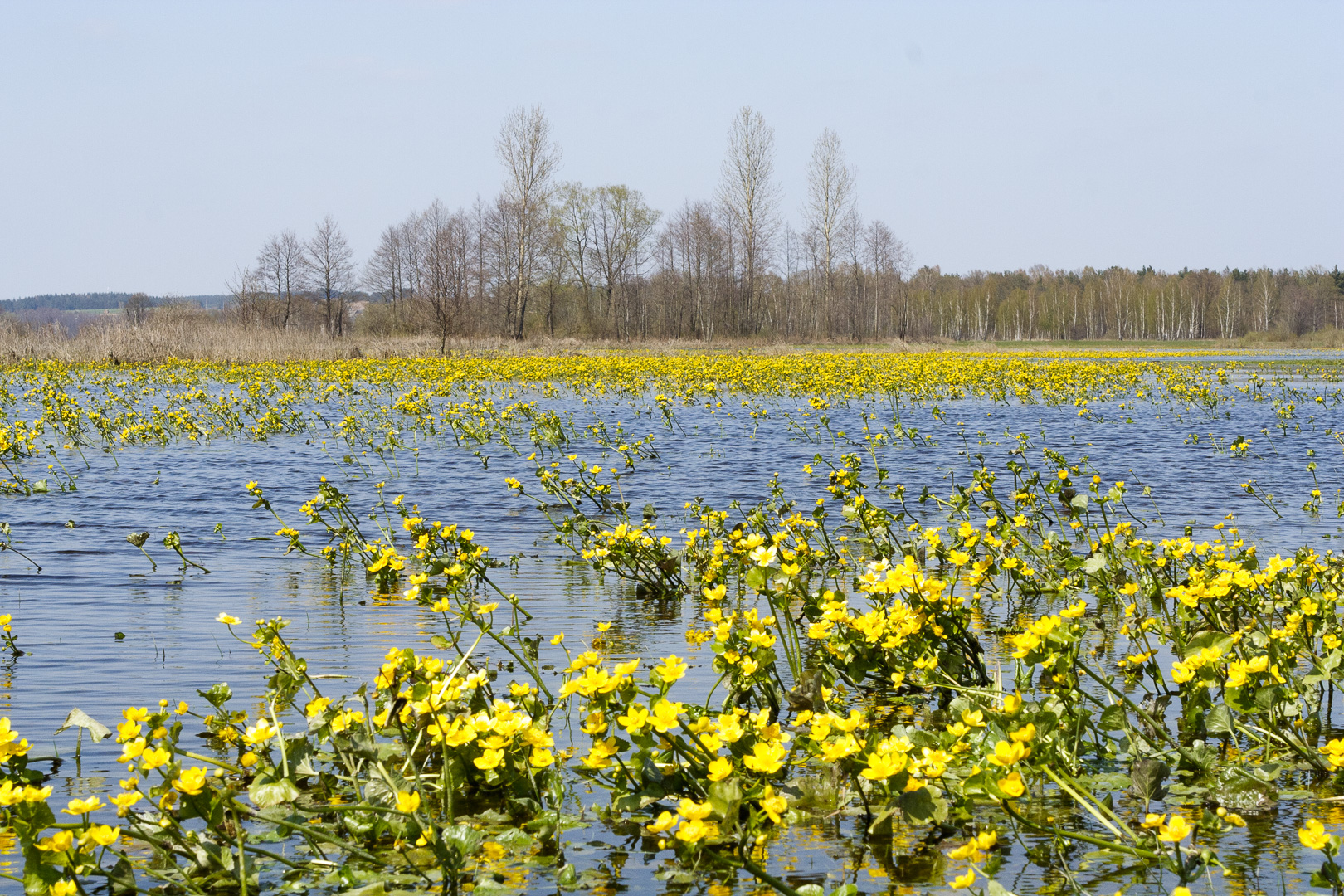
Frühling im Narewtal

### Landschaft
Die Woiwodschaft hat Anteile an den Tiefebenen Podlachiens und Masowiens (Nizina Mazowiecko-Podlaska). In den nördlichen Regionen Podlachiens befindet sich die eiszeitlich geprägte Moränenlandschaft der Suwałki-Seenplatte (Pojezierze Suwalskie), die Teil der Litauischen Seenplatte sowie des Baltischen Landrückens ist. Die Höhenzüge dieser Region erreichen Höhen von knapp 300 Metern über dem Meeresspiegel.
Knapp ein Drittel der Fläche ist bewaldet, wobei große Flächen im Westen und Südwesten Podlachiens überwiegend landwirtschaftlich genutzt werden und somit nur gering bewaldet sind. Im Südosten der Woiwodschaft Podlachien befindet sich der polnische Teil des Białowieża-Urwaldes (Weltnaturerbe) und der dazugehörige Nationalpark.

### Gewässer
Die wichtigsten Flüsse in Podlachien sind:
- Narew
  - Narewka
  - Orlanka
  - Supraśl
  - Ślina
  - Biebrza
    - Netta
      - Rospuda

  - Pisa
  - Westlicher Bug
    - Nurzec
    - Brok
- Czarna Hańcza

In Podlachien befinden sich rund 280 Seen. Vor allem im nördlichen Teil der Woiwodschaft sind die meisten von ihnen zu finden:
| - Jezioro Wigry – 21,2 km² - Jezioro Rajgrodzkie – 15 km² (davon 9,2 km² in Podlachien) - Jezioro Gaładuś – 7,3 km² (davon 5,5 km² in Podlachien) | - Jezioro Dręstwo – 5 km² - Jezioro Białe Augustowskie – 4,8 km² - Jezioro Hańcza – 3,1 km² (mit 108,5 m Tiefe der tiefste See Polens) |

Fast unmittelbar an der Grenze zu Belarus befindet sich außerdem der Siemaniówka-Stausee (Zalew Siemianówka), der eine Fläche von 32,5 km² einnimmt.

### Klima
Podlachien hat ein ausgeprägtes Kontinentalklima mit durchschnittlichen Jahrestemperaturen von 6,3 bis 7,5 °C, womit die Region innerhalb Polens zu den kühleren gehört. Insbesondere die Winter sind hier landesweit, außerhalb der Bergregionen, mit teils unter −5,5 °C im Monatsmittel am kältesten. Die jährlichen Niederschlagsmengen nehmen von Süden nach Norden zu und betragen zwischen 550 mm und 700 mm. Durch die vergleichsweise langen und kalten Winter ist die Vegetationsperiode hier besonders kurz und hat eine Länge von 190 bis 205 Tagen.

### Naturschutzgebiete
- Białowieża-Nationalpark (Białowieski Park Narodowy)
- Nationalpark Biebrza (Biebrzański Park Narodowy)
- Nationalpark Narew (Narwiański Park Narodowy)
- Wigierski-Nationalpark (Wigierski Park Narodowy)
- Landschaftsschutzpark Suwałki (Suwalski Park Krajobrazowy)
- Landschaftsschutzpark Knyszyn-Heide (Park Krajobrazowy Puszczy Knyszyńskiej)
- Landschaftsschutzpark Narewtal (Łomżyński Park Krajobrazowy Doliny Narwi)

### Nachbarwoiwodschaften
| Woiwodschaft Ermland-Masuren | Bezirk Marijampolė Litauen | Bezirk Alytus Litauen |
|                              |                            | Oblast Hrodna Belarus |
| Woiwodschaft Masowien        | Woiwodschaft Lublin        | Oblast Brest Belarus  |

## Bevölkerung

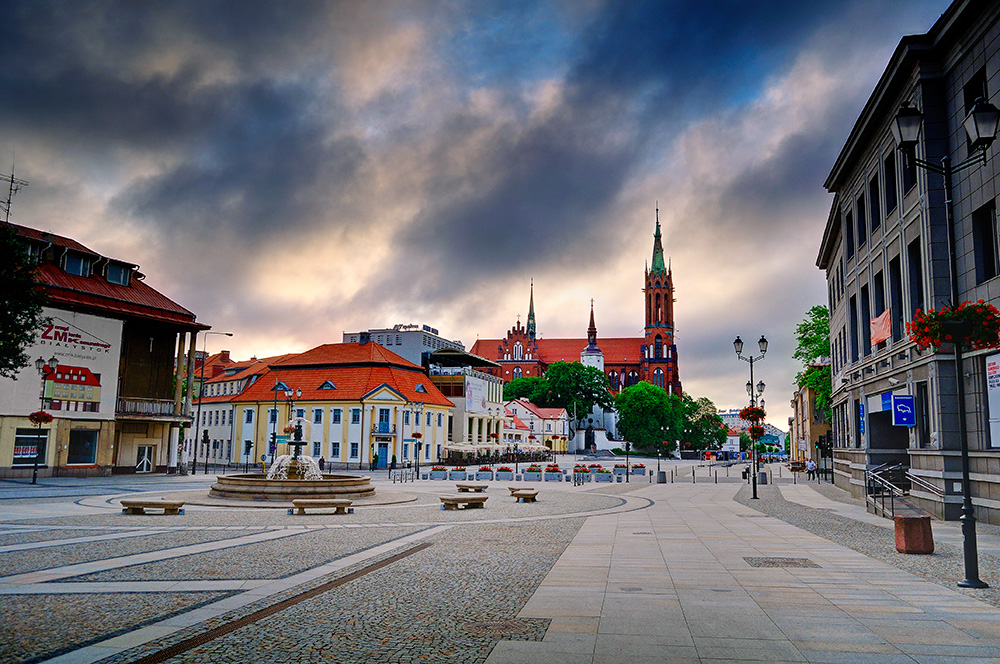
Białystok

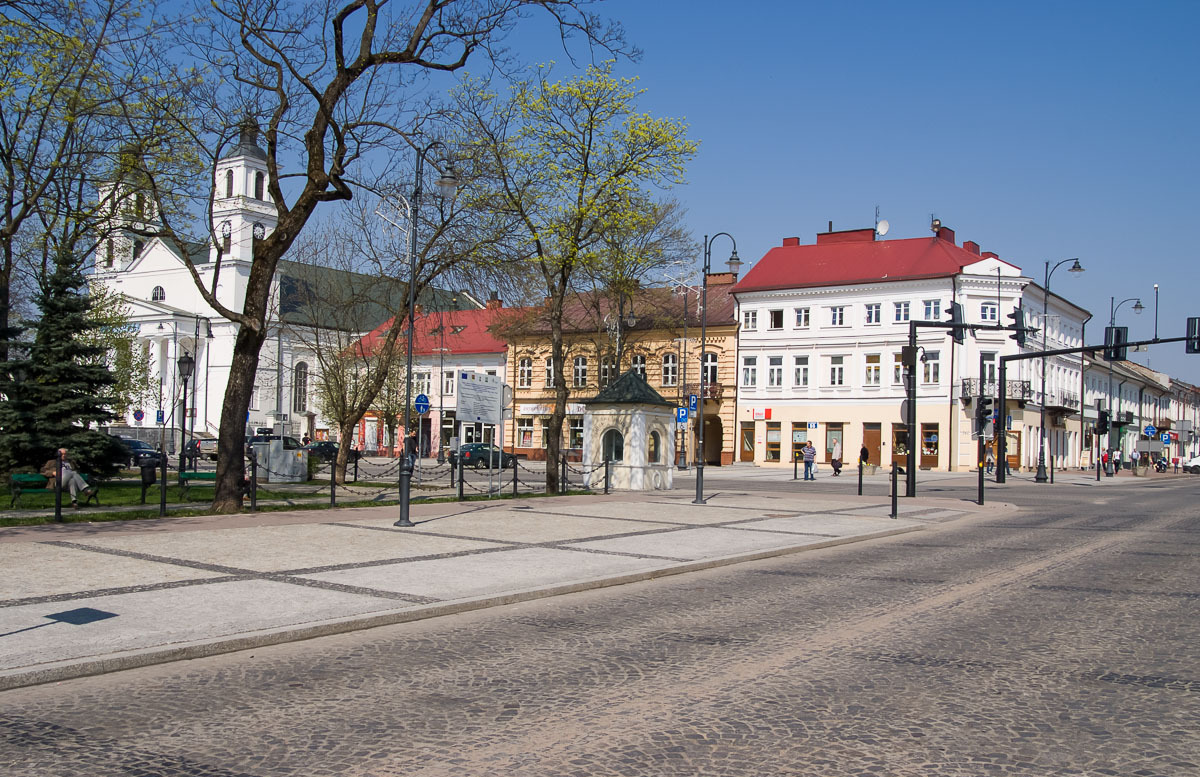
Suwałki

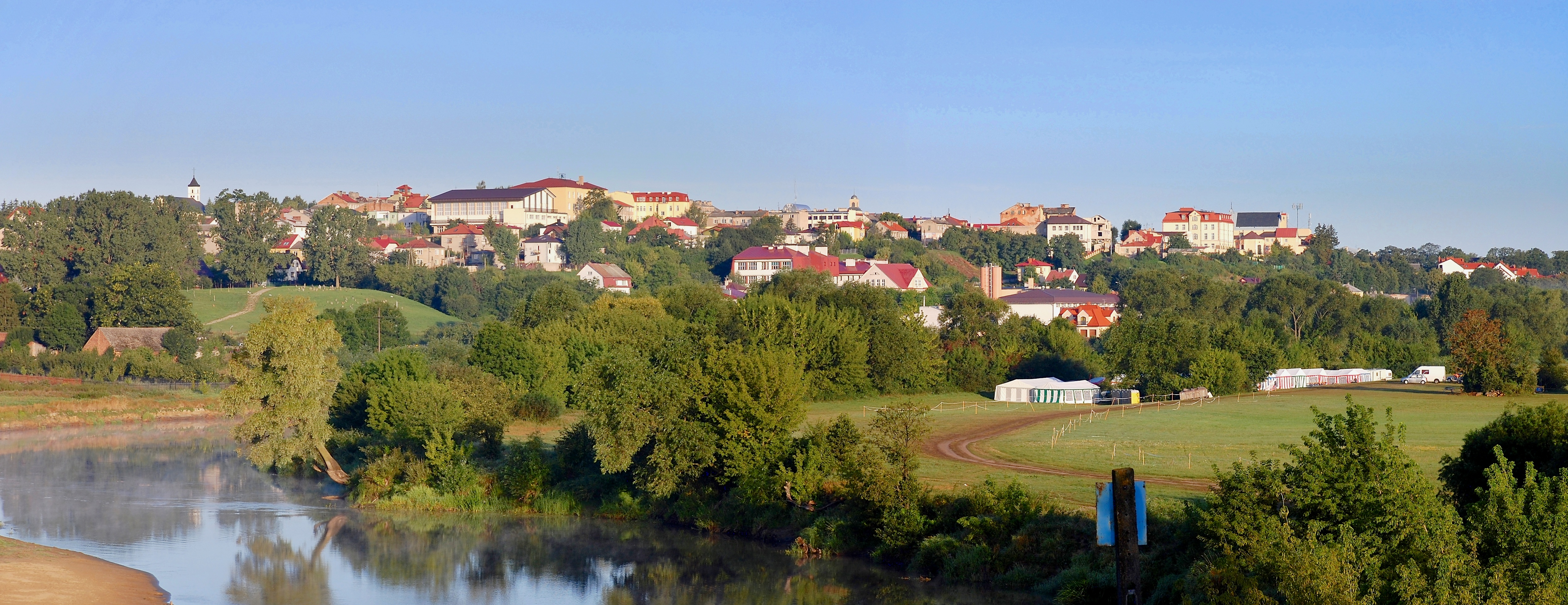
Łomża

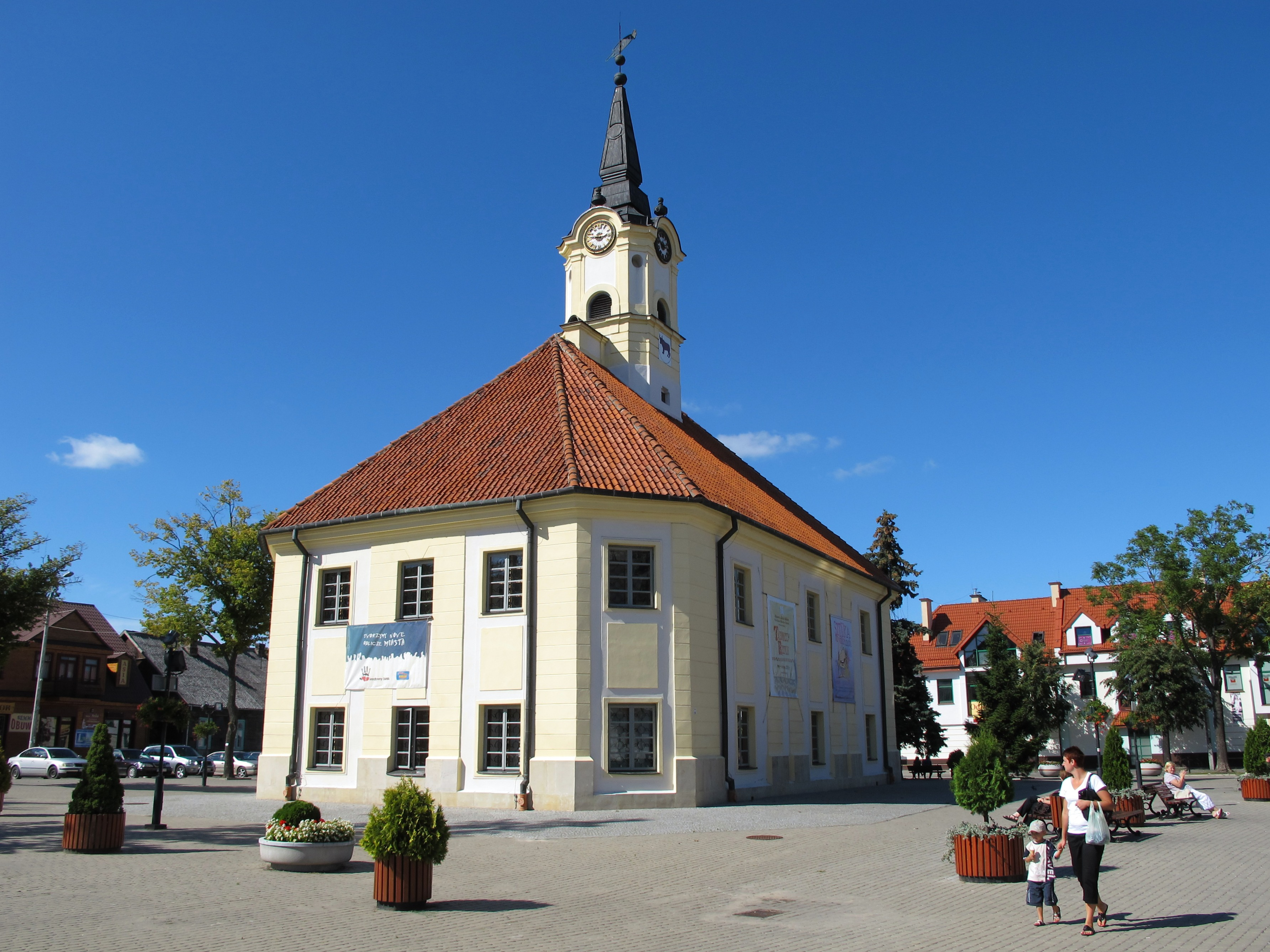
Bielsk Podlaski

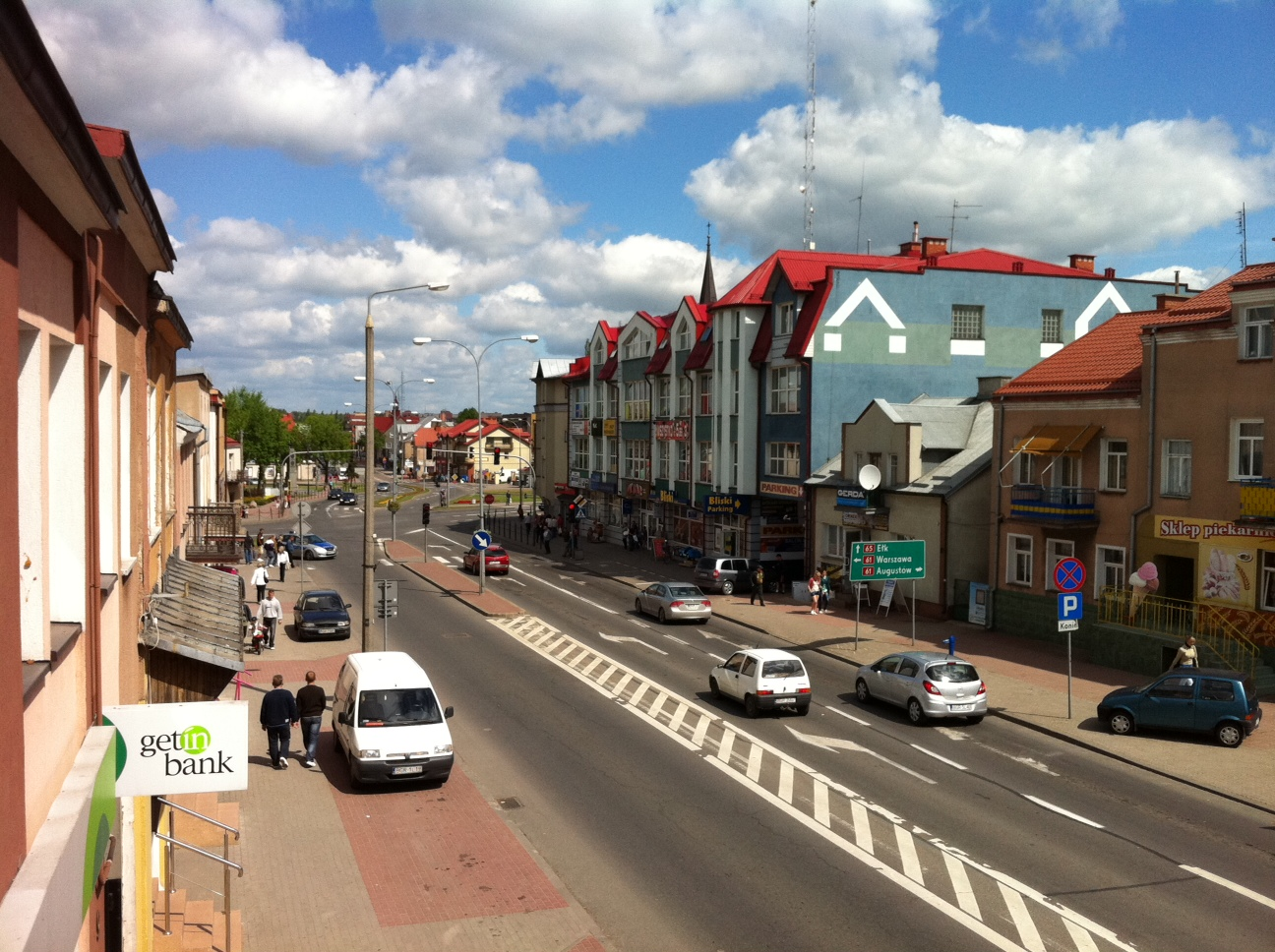
Grajewo

Am 31. Dezember 2019 waren 1.178.353 Einwohner in der Woiwodschaft Podlachien gemeldet, davon sind 574.218 Männer (48,73 %) und 604.135 Frauen (51,27 %). 61 Prozent der Bevölkerung lebt in Städten.
Mit 58 Einwohnern pro Quadratkilometern ist Podlachien die am dünnsten besiedelte Region Polens. Abgesehen von den Stadtkreisen erreichen lediglich die Landkreise Zambrów und Białystok eine Bevölkerungsdichte von mindestens 50 Einwohner pro Quadratkilometer. Am dünnsten besiedelt ist mit nur 23 Einwohnern pro Quadratkilometern der an der Grenze zu Litauen gelegene Landkreis Sejny.

### Religionen und ethnische Minderheiten
Neben der mehrheitlich römisch-katholischen Bevölkerung lebt hier auch eine große Minderheit von rund 250.000 Mitgliedern der Polnisch-Orthodoxen Kirche. In der Woiwodschaft leben Angehörige einer großen belarussischen sowie einer litauischen Minderheit. Daneben lebt hier eine tatarisch-muslimische Volksgruppe mit rund 1.000 Angehörigen, die Lipka-Tataren.

### Sprachen
Die Bevölkerung der Woiwodschaft spricht mehrheitlich Polnisch im Masowischen Dialekt (dialekt mazowiecki), der im Raum Warschau und im Nordosten Polens verbreitet ist. In fünf Gemeinden ist Belarussisch, in der Gemeinde Puńsk Litauisch als zweite Amtssprache anerkannt.

### Bevölkerungsentwicklung
Podlachien hat insgesamt eine rückläufige Bevölkerungszahl. Dabei verliert insbesondere der ländliche Raum Einwohner, wohingegen die Hauptstadt Białystok eine stabile bis leicht wachsende Einwohnerzahl aufweisen kann.
| Jahr | Einwohnerzahl |
| ---- | ------------- |
| 1995 | 1.221.877     |
| 2000 | 1.210.688     |
| 2005 | 1.199.689     |
| 2010 | 1.188.329     |
| 2015 | 1.188.800     |
| 2019 | 1.178.353     |

### Lebenserwartung
Im Jahr 2019 betrug die durchschnittliche Lebenserwartung in der Woiwodschaft Podlachien bei Männern 74,3 Jahre und bei Frauen 83,1 Jahre.

### Größte Städte
Białystok ist die einzige Großstadt im Nordosten Polens. In der sehr dünn besiedelten umliegenden Region erreichen die neun nächstgrößten Städte zusammen nicht die Einwohnerzahl der Provinzhauptstadt.
| Stadt           | Powiat          | Einwohner 31. Dezember 2020 |
| --------------- | --------------- | --------------------------- |
| Białystok       | kreisfrei       | 296.958                     |
| Suwałki         | kreisfrei       | 69.639                      |
| Łomża           | kreisfrei       | 62.573                      |
| Augustów        | Augustów        | 29.946                      |
| Bielsk Podlaski | Bielsk Podlaski | 25.044                      |
| Zambrów         | Zambrów         | 21.921                      |
| Grajewo         | Grajewo         | 21.709                      |
| Hajnówka        | Hajnówka        | 20.265                      |
| Sokółka         | Sokółka         | 17.967                      |
| Łapy            | Białystok       | 15.412                      |
| Siemiatycze     | Siemiatycze     | 14.210                      |
| Wasilków        | Białystok       | 11.802                      |

Siehe auch: Liste der Städte in der Woiwodschaft Podlachien

## Wirtschaft
Podlachien ist eine landwirtschaftlich geprägte Region, die nur schwach industrialisiert ist. Über 30 Prozent der Erwerbstätigen sind in der Landwirtschaft beschäftigt, während nur rund ein Fünftel der Erwerbstätigen in der Industrie und in der Baubranche arbeiten.
Der wichtigste Industriezweig ist die Lebensmittelproduktion, wobei insbesondere die Produktion von Milchprodukten eine große Rolle spielt. Hier sind die größten und modernsten Unternehmen der Branche in Polen angesiedelt, wie beispielsweise Mlekovita, Mlekpol oder OSM Piątnica. Auch die Herstellung von Bier (Żubr aus der Brauerei Białystok) oder von hochprozentigem Alkohol (Żubrówka bzw. Grasovka) ist bedeutend. In Augustów existiert außerdem ein Produktionsstandort von British American Tobacco.
In den Grenzregionen zu Litauen und zu Belarus spielt der Einzelhandel aufgrund des Grenztourismus nach Polen eine übergeordnete Rolle.
Im Vergleich mit dem BIP der EU ausgedrückt in Kaufkraftstandards erreichte die Woiwodschaft 2018 einen Index von 50 (EU-27 = 100), bezogen auf den Wert pro Erwerbstätigem erreichte Podlachien hingegen einen Index von 57 (EU-27 = 100).
Mit einem Wert von 0,873 erreicht Podlachien Platz 8 unter den 16 Woiwodschaften Polens im Index der menschlichen Entwicklung.

## Infrastruktur
Das befestigte Straßennetz der Region hatte im Jahr 2019 eine Gesamtlänge von rund 13.736 Kilometern, davon entfielen 103 Kilometer auf Schnellstraßen. Das Eisenbahnnetz der Region hatte im Jahr 2019 eine Gesamtlänge von insgesamt 757 Kilometern.